# Siedlung Schulze-Delitzsch-Straße (Dresden)

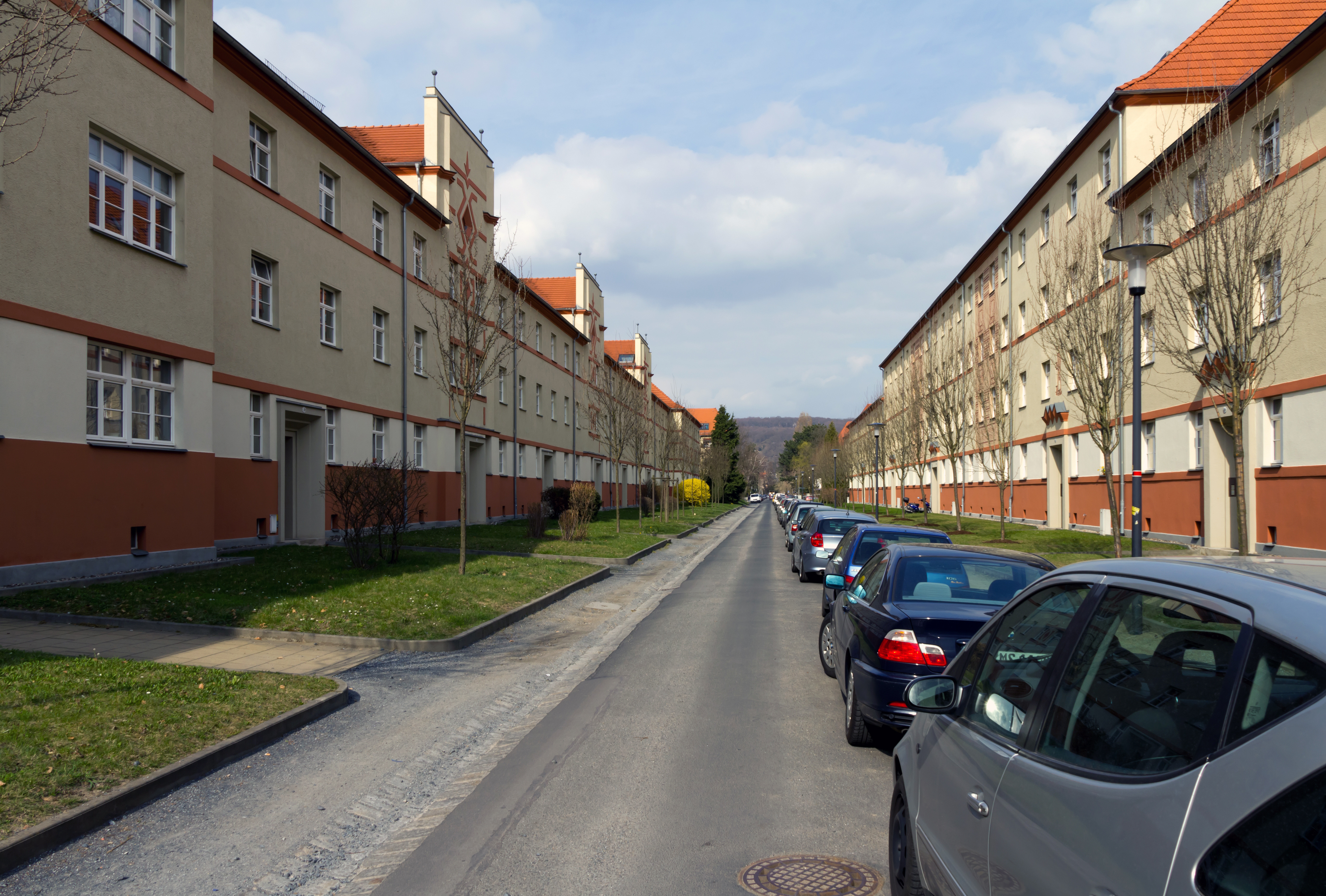
Lewickistraße, Blick nach Norden

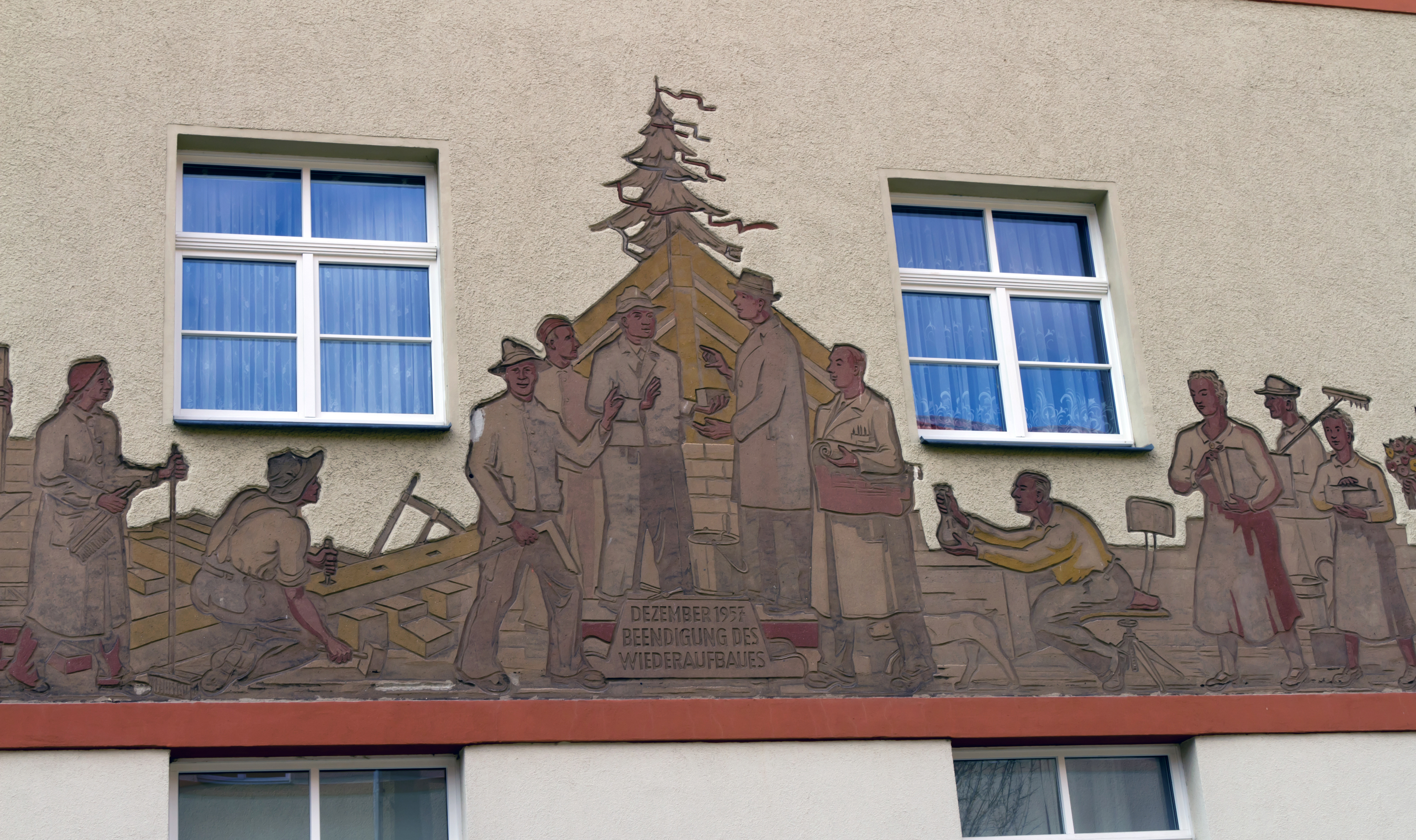
Wandbild zur Fertigstellung des Wiederaufbaus 1957 in der Lewickistraße 50

Die Siedlung Schulze-Delitzsch-Straße im Dresdner Stadtteil Tolkewitz ist ein ab 1927 errichteter, inzwischen denkmalgeschützter Wohnkomplex. Der Architekt war Carl Otto Reinhardt.

## Geschichte und Beschreibung
Die von der Wohnungsbaugenossenschaft für Handwerk, Handel und Gewerbe in Dresden und Umgebung ab 1927 in zwei Etappen errichtete Siedlung ist ein Beispiel für expressionistische Einflüsse im Siedlungsbau. Es finden sich „expressionistische Formen und Motive“ wie Goldkugeln, Zackensysteme oder Spitzbogen.
Die dreigeschossigen Gebäude werden vertikal durch vorspringende, risalitartige Treppenhäuser gegliedert. Die Ecken der Treppenturmhäuser sind spitzwinklig und zackenartig abgeschrägt. Vertikale Fensterbänder verlaufen über mehrere Geschosse und geben dem Treppenhaus das notwendige Licht. Goldene Kugeln bekrönen die Treppenturmhäuser. An den Tordurchfahrten am Siedlungseingang befinden sich Spitzbogen.
Ein Teil der Gebäude wurde bei den Luftangriffen auf Dresden 1945 zerstört. Der Wiederaufbau erfolgte bis 1957.